# Махновцы (Львовская область)
Махновцы (укр. Махнівці) — село в Поморянской поселковой общине Золочевского района Львовской области Украины.
Население по переписи 2001 года составляло 188 человек. Занимает площадь 0,618 км². Почтовый индекс — 80752. Телефонный код — 3265.